# Karl Ferdinand Braun
Carl Ferdinand Braun (Fulda, 6. lipnja 1850. – New York, 20. travnja 1918.) bio je njemački fizičar.
Dobitnik je, zajedno s Guglielmom Marconijem, Nobelove nagrade za fiziku 1909. godine.